# MHC Soest
De Mixed Hockey Club Soest is de hockeyclub van Soest. Het heeft rond de 1050 leden en is daarmee een middelgrote hockeyclub.
Dames en heren 1 van Soest spelen beide derde klasse.
Soest heeft veel jeugdteams; 8 meisjes D's, 3 jongens D, 6 meisjes C, 4 jongens C, 3 jongens B, 6 meisjes B, 4 meisjes A, 2 jongens A. Daarnaast heeft Soest veel Jongste Jeugd Teams, in totaal 17 meisjes en 10 jongens E-8tallen, E en F teams.
Soest telt 2 watervelden en 2 zandingestrooide kunstgrasvelden plus een zandingestrooid miniveld (kwartveld).